# Фершниц
Фершниц (нем. Ferschnitz) — ярмарочная коммуна (нем. Marktgemeinde) в Австрии, в федеральной земле Нижняя Австрия. 
Входит в состав округа Амштеттен.  Площадь общины составляет 15,55 км², население — 1836 человек (1 января 2021), плотность населения — 119 чел./км². Официальный код  —  30512.

## Население
| Год  | Численность |
| ---- | ----------- |
| 1869 | 1009        |
| 1889 | 1025        |
| 1890 | 969         |
| 1900 | 932         |
| 1910 | 1030        |
| 1923 | 1086        |
| 1934 | 1114        |
| 1939 | 1107        |
| 1951 | 1096        |
| 1961 | 1098        |
| 1971 | 1207        |
| 1981 | 1234        |
| 1991 | 1406        |
| 2001 | 1606        |
| 2011 | 1677        |
| 2021 | 1836        |

## Политическая ситуация
Бургомистр коммуны — Йохан Бергер по результатам выборов 2005 года.
Совет представителей коммуны (нем. Gemeinderat) состоит из 19 мест.
- АНП занимает 15 мест.
- СДПА занимает 4 места.